# Батаков, Филипп Максимович
Филипп Максимович Батаков (27 ноября 1910 — 2 апреля 1962) — полный кавалер ордена Славы, участник Великой Отечественной войны. Командир орудийного расчета 623-го артиллерийского полка 183-й стрелковой дивизии 38-й армии 1-го Украинского фронта; 4-го Украинского фронта.

## Биография
Родился 27 ноября 1910 года в с. Монастырское (ныне — Кировское, Муниципальное образование Алапаевское, Свердловская область) в семье бедняка, которая состояла из 9 человек.
Окончил 2 класса Монастырской школы, работал на заготовке леса, затем в 1932 году пошёл учиться на курсы трактористов в Н-Синячихинскую МТС.
1 января 1939 года был призван на финскую войну. В 1940 году вернулся домой в колхоз и работал трактористом.
24 июля 1941 года был призван на Великую Отечественную войну. Во время войны был ранен.
Приказом командира 183-й стрелковой дивизии от 24 сентября 1944 года сержант Батаков Филипп Максимович награждён орденом Славы 3-й степени (№ 178392).
Приказом по войскам 38-й армии от 13 мая 1945 года сержант Батаков Филипп Максимович награждён орденом Славы 2-й степени (№ 19064).
Приказом 27 июня 1945 года сержант Батаков Филипп Максимович награждён орденом Славы 2-й степени повторно.
Указом Президиума Верховного Совета СССР от 27 февраля 1958 года в порядке перенаграждения Батаков Филипп Максимович награждён орденом Славы 1-й степени (№ 3738), став полным кавалером ордена Славы.
В 1945 году демобилизован из рядов Красной Армии. Жил в селе Останино Алапаевского района Свердловской области. Работал трактористом в колхозе «16 партийного съезда», плотником, бригадиром тракторной бригады в колхозе «Путиловский».
Умер 2 апреля 1962 года, похоронен на Останинском сельском кладбище.

## Семья и родственники
- Отец — Батаков Максим Иванович
- Мать — Батакова Софья Андреевна

Братья и сёстры:
- Батаков Никонор Максимович
- Батаков Данил Максимович
- Батаков Андрей Максимович
- Батаков Александр Максимович
- Батакова Анна Максимовна
- Батакова Мария Максимовна

- Жена — Батакова Павла Петровна (1911—1981)
- Дочь — Самокруткина / Батакова Валентина Филипповна

Внучки
- Тычкина Татьяна Геннадьевна
- Леонтьева Любовь Геннадьевна

Правнуки и правнучка
- Тычкин Роман Ильич
- Тычкин Виктор Ильич
- Леонтьев Артём Игоревич
- Леонтьева Ирина Игоревна

Праправнучка
- Тычкина Екатерина Романовна

## Награды
- 24.9.1944 г. награждён орденом Славы 3 степени.
- 13.5.1945 г. награждён орденом Славы 2 степени.
- 27.6.1945 г. награждён орденом Славы 2 степени, 27.02.1958 г. перенаграждён орденом Славы 1 степени.
- Медаль «За отвагу»
- Орден Отечественной войны I степени